# Тайпалсаари

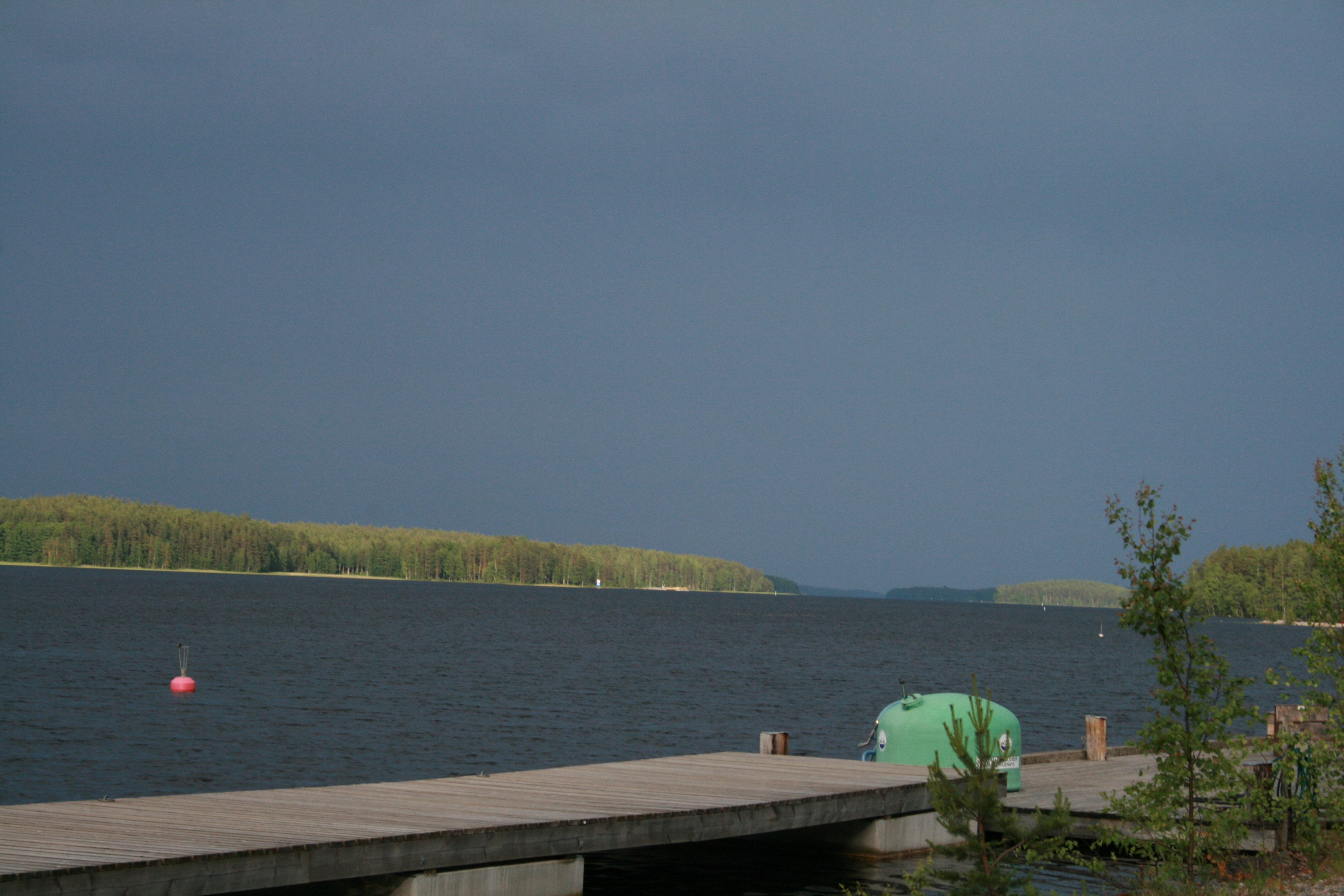
Сайма

Тайпалсаари (фин. Taipalsaari) — община в провинции Южная Карелия, губерния Южная Финляндия, Финляндия. Общая площадь территории — 761,95 км², из которых 416,88 км² — вода.

## Демография
На 31 января 2011 года в общине Тайпалсаари проживало 4916 человек: 2511 мужчин и 2405 женщин.
Финский язык является родным для 97,21 % жителей, шведский — для 0,12 %. Прочие языки являются родными для 2,67 % жителей общины.
Возрастной состав населения:
- до 14 лет — 18,59 %
- от 15 до 64 лет — 63,61 %
- от 65 лет — 17,7 %

Изменение численности населения по годам :
| Год  | Численность |
| ---- | ----------- |
| 1980 | 3818        |
| 1990 | 4655        |
| 2000 | 4712        |
| 2010 | 4911        |
| 2011 | 4916        |